# X-shooter
X-shooter è uno spettroscopio installato sull'unità 3 (UT3, Melipal) del Very Large Telescope (VLT) presso l'osservatorio del Paranal, in Cile. È il primo degli strumenti di seconda generazione installati al VLT e sostituisce lo spettrografo FORS1, utilizzato con ottimi risultati per più di un decennio. È stato costruito da un consorzio di istituti siti in Danimarca, Francia, Italia e Paesi Bassi in collaborazione con l'ESO. Attivato nel 2009, X-shooter è uno strumento avanzato nella spettroscopia a risoluzione intermedia su un ampio intervallo di lunghezze d'onda, dall'ultravioletto (UV) al vicino infrarosso (NIR).
Costituito da tre bracci, ogni braccio è un singolo spettrografo di tipo echelle, che disperde il fascio di luce in entrata in molte lunghezze d'onda separate (equivalenti ai colori) sotto forma di spettro. Poiché questo spettro è molto lungo (l'intervallo della lunghezza d'onda da campionare è ampio), non può essere analizzato completamente dal rilevatore. Così viene sminuzzato elettronicamente in strisce più piccole chiamate ordini, che vengono successivamente posizionate una sopra l'altra consentendo agli astronomi di codificare i dati con grande dettaglio.

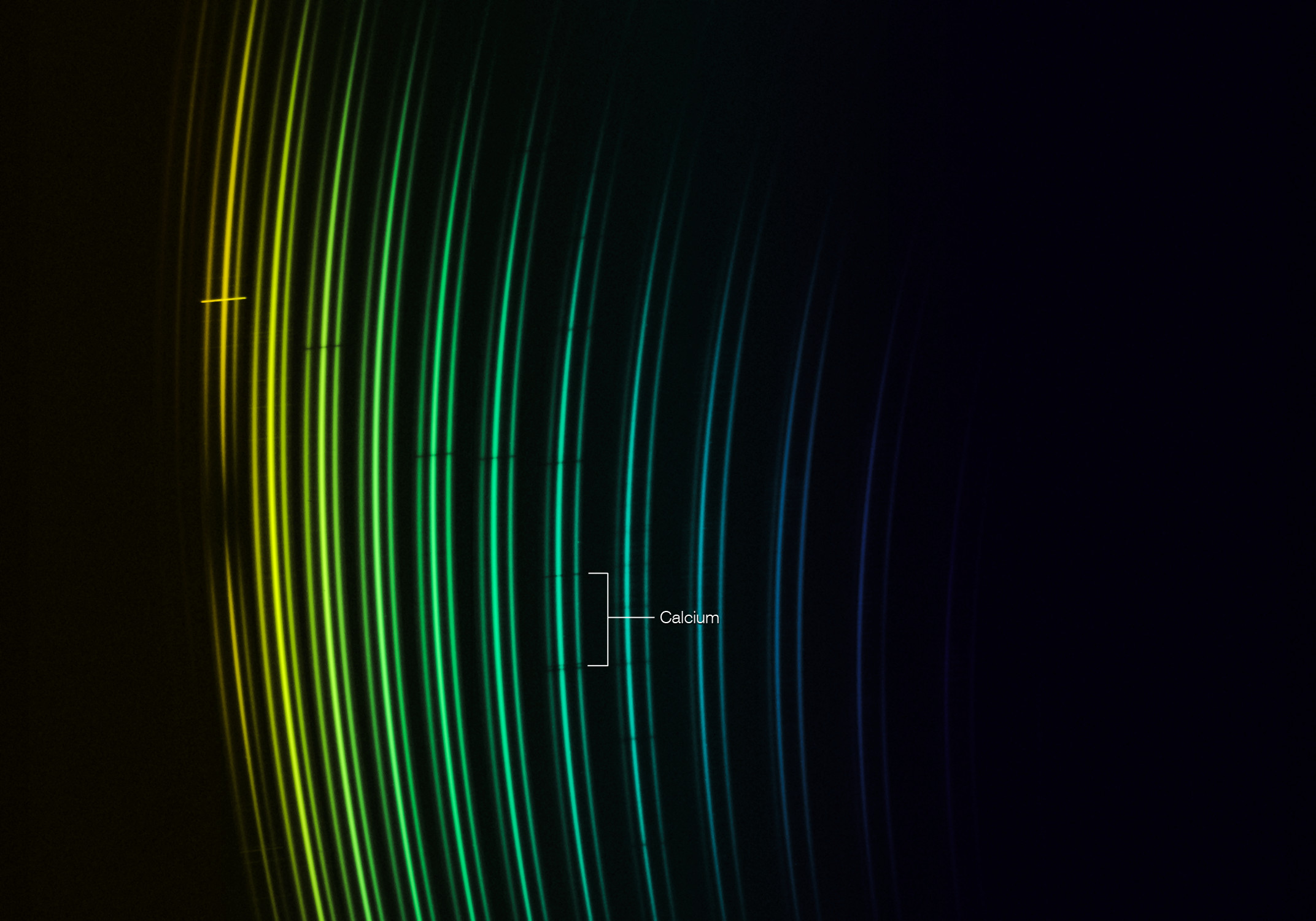
Distribuzione della luce di diversi colori proveniente dalla stella SDSS J102915 + 172927 (stella di Caffau), analizzata da X-shooter. Lo spettro della stella appare triplo ad ogni lunghezza d'onda in quanto è stato diviso usando un'unità di campo integrale per raccogliere più luce possibile. Questa stella ha la più bassa quantità di elementi più pesanti dell'elio di tutte quelle ad oggi studiate. L'unica evidenza di elementi più pesanti dell'elio sono due linee scure di assorbimento dell'elemento calcio.

I bracci così combinati consentono agli astronomi di osservare una gamma di oggetti astronomici attraverso lo spettro dall'ultravioletto al visibile sino al vicino infrarosso, dai deboli oggetti vicini a quelli molto luminosi nel cielo profondo

## Risultati e ricerca scientifica
- Obiettivi scientifici: spettroscopia ad ampia risoluzione ed ampio spettro per studiare le proprietà delle nane brune, progenitrici delle supernove di tipo Ia; le esplosioni di raggi gamma e la formazione di metalli nell'Universo primordiale.
- X-shooter ha aiutato a identificare la popolazione di galassie Green bean (galassie di fagiolini), che appaiono verde brillante a causa della luce intensa nei dintorni dei massicci buchi neri al loro centro.[4]
- Il quasar più potente fino ad oggi è stato misurato con X-shooter: il suo potere emittente è equivalente a due milioni di volte quello del Sole, o 100 volte più dell'intera galassia della Via Lattea.[5]
- Un pianeta extrasolare fluttuante, CFBDSIR2149, è stato osservato a circa 100 anni luce dalla Terra. Senza il bagliore accecante di una stella madre, è stato possibile studiarne l'atmosfera dettagliatamente.[6]
- SDSS J102915 + 172927: è una delle stelle più antiche mai rilevate, localizzata nella costellazione del Leone ed avente un'età stimata di oltre 13 miliardi di anni. È povera di metalli e ha una massa estremamente bassa.[7]
- A circa 75 anni luce dalla terra è stata osservata la nana bruna più fredda mai rilevata: CFBDSIR 1458 + 10B, avente una temperatura di circa 100 °C.[8]
- Ad ottobre 2017, un gruppo di astronomi a guida italiana[9] ha rilevato il primo spettro di una Kilonova.[10]
- Ad ottobre 2019 è stata data la conferma della prima identificazione di un elemento pesante, lo stronzio, prodotto dalla collisione tra due stelle di neutroni, l'evento che ha dato origine al segnale GW170817.[11][12]
- A dicembre 2019 è stato rilevato il primo esopianeta gigante, un nettuniano freddo, intorno ad una nana bianca. L'esopianeta orbita attorno alla stella WDJ0914 + 1914, situata a circa 1500 anni luce di distanza nella costellazione del Cancro con una temperatura stimata di circa 28000 gradi Celsius (cinque volte la temperatura del Sole). Il pianeta orbita intorno al proprio astro a una distanza di 10 milioni di chilometri, circa 15 volte il raggio solare.[13] La conclusione che il pianeta sia di tipo nettuniano è sostenuta dalla presenza di elementi chimici quali idrogeno, ossigeno e zolfo nel disco di materiale che ruota vorticosamente intorno alla nana bianca.[14]